# Sika (azienda)
La Sika AG è una multinazionale svizzera di specialità chimiche che fornisce il settore edile e l'industria automobilistica, fondata nel 1910 e con sede a Baar ZG, in Svizzera. L'azienda è presente in più di 100 paesi con oltre 300 sedi, sviluppa e produce sistemi e prodotti per incollare, sigillare, smorzare, rinforzare e proteggere, conta oltre 33 000 dipendenti con un fatturato annuo di 10,5 miliardi di franchi.
Sika AG è l'entità legale della holding, che comprende le organizzazioni Sika in tutto il mondo, Sika Technology AG (Ricerca e Sviluppo) e Sika Services AG (funzioni aziendali che supportano le organizzazioni in tutto il mondo). Oltre al marchio Sika, vengono utilizzati più di 900 marchi di prodotti.

## Storia
Venne fondata nel 1910 da Kaspar Winkler come Kaspar Winkler & Cie. Si occupò fin dall'inizio di materiali per l'edilizia. Le prime invenzioni di Kaspar Winkler si concentrarono sull'applicazione di agenti protettivi e detergenti per il granito e di un agente impermeabilizzante per malte. Questo agente impermeabilizzante, chiamato Sika-1, è ancora commercializzato.
Nel 1912 fu fondata una prima filiale nel sud della Germania, con un proprio piccolo stabilimento di produzione. Altre filiali furono create in Inghilterra, Italia e Francia.
Nel 1918, le Ferrovie Federali Svizzere hanno effettuato con successo prove con Sika per impermeabilizzare sezioni del tunnel del San Gottardo. La successiva impermeabilizzazione delle linee elettriche è stato il primo grande progetto di Sika.
Alla vigilia della seconda guerra mondiale Fritz Schenker, genero di Kaspar Winkler, ampliò l'azienda in Europa, America e Asia.
Nel 1971 Romuald Burkard assunse la direzione del gruppo aziendale, che nel 1968 divenne un'unica struttura societaria con Sika Finanz AG. Successivamente Sika è stata quotata alla Borsa svizzera.
Gli anni '90 furono un brutto periodo per Sika AG. L'azienda fermò varie attività non redditizie, come la costruzione di robot utilizzati per ripristinare le condotte fognarie.
Nel giugno 2013, Sika acquisì Everbuild, il principale produttore di sigillanti e adesivi del Regno Unito. Nel luglio 2013, Sika rilevò i produttori di membrane impermeabilizzanti JMTexsa, SA de CV de Mexico e Texsa India Ltd.
Nel dicembre 2014, Saint-Gobain volle acquisire il 16,1% del capitale di Sika appartenente alla famiglia Burkard, una quota che corrisponde al 52% dei diritti di voto, per 2,3 miliardi di euro. Questo cambio di azionista provocò sfiducia tra gli amministratori di Sika. L'operazione fu rinviata di sei mesi in sei mesi. Alla fine, nel maggio 2018, Saint-Gobain firmò un accordo complesso con Sika, ponendo fine al conflitto legato a questo tentativo di acquisizione. A seguito di questo accordo, Saint-Gobain rilevò una partecipazione del 17% in Sika. Secondo questo accordo il diritto di voto rafforzato doveva essere abolito.
Nel dicembre 2017, Sika aprì una filiale in Bangladesh, un fiorente mercato dell'edilizia stimato in 15 miliardi di franchi svizzeri con una crescita del 12%.
Nel 1980 venne presentato il Sikaflex per l'industria automobilistica, un sigillante.
L'8 gennaio 2019, Sika lanciò un'offerta definitiva per l'acquisto di Parex, un'azienda globale con sede in Francia, dal fondo di investimento CVC Capital Partners. Un'operazione basata su un enterprise value stimato in 2,5 miliardi di franchi svizzeri (2,22 miliardi di euro) e che avrebbe consentito a Sika di raddoppiare le proprie attività nel settore mortai fino a raggiungere i 2 miliardi di euro. L'operazione fu perfezionata nel maggio 2019.. Un anno più tardi, nel maggio 2020, Saint-Gobain rivendette, attraverso un collocamento privato presso investitori istituzionali, l'intera partecipazione in Sika all'interno del gruppo, pari al 10,75% del totale delle azioni per un valore complessivo stimato in 2,55 miliardi di euro.
Nel novembre 2021, Sika acquisì per 5,5 miliardi di franchi svizzeri il gruppo MBCC, con sede a Mannheim, in Germania, con 6.200 dipendenti e 95 stabilimenti produttivi. In precedenza era la filiale dei materiali da costruzione di BASF.